# Kolotoumba
Der Begriff „kolotoumba“ oder „kolotumba“ (griechisch: κωλοτούμπα, was Purzelbaum bedeutet) wird von Medien und Politikern in Griechenland häufig verwendet, um die politische Inkonsistenz und die völlige Abkehr einer Partei oder politischen Persönlichkeit von ihren ursprünglichen politischen Positionen oder Ansichten anzuzeigen.
Dieser griechische Begriff wurde insbesondere nach dem Sommer 2015 – anlässlich der völligen politischen Wende von Alexis Tsipras und seiner Einigung mit der „Troika“ – internationalisiert und von den internationalen Medien vielfach zur Beschreibung dieses Phänomens verwendet.

## Geschichte
Politisch wurde der Begriff von Politikern in Griechenland zwar verwendet, aber eher selten. Ab 2015 tauchte er in mehreren griechischen Medien sehr häufig auf, um den politischen Kurswechsel des damaligen Premierministers Alexis Tsipras nach dem Nein im Referendum und seiner Einigung mit der Troika im Juli 2015 zu beschreiben. Seitdem wird der Begriff jedoch häufig für jeden Politiker verwendet, der seine Ansichten radikal ändert.
Der höflichere Begriff κυβίστηση (kivistisi), der ebenfalls Purzelbaum bedeutet, wurde auch metaphorisch verwendet, um einen Politiker zu beschreiben, der von seinen ursprünglichen Ansichten oder Positionen abrückt und eine völlige Kehrtwende im Verhältnis zu dem macht, was er ursprünglich unterstützt hat.

## Internationalisierung
Einer Quelle zufolge „hat das Wort (kolotumba) die griechische politische Szene und die Mehrheit der Parteien und ihrer Vertreter dominiert und charakterisiert, und für diejenigen, die es nicht wissen: Es wurde in Brüssel informell übernommen. In den Fluren der Kommission wird es mit einem leicht ausländischen Akzent ausgesprochen, wenn sie charakterisieren wollen, wie jemand eine völlige Abkehr von dem vollzogen hat, was sie zuvor unterstützt haben.“
Der Begriff tauchte im Januar 2015, nur wenige Tage nach der Bildung der Regierung von Alexis Tsipras, in der deutschen Zeitung Die Zeit auf. Im April desselben Jahres wurde er in einem Artikel der britischen Zeitung Financial Times verwendet. Im Juli desselben Jahres erschien er auf der Titelseite der belgischen Zeitung De Standaard. Ihm folgten zahlreiche internationale Medien.
Im Jahr 2017 verwendete die spanische Zeitung El País den Begriff, der als griechischer politischer Begriff (Kolotumba es un concepto politico griego) bezeichnet wurde, um ein politisches Ereignis in Spanien zu beschreiben. Konkret bezog sich der Artikel auf das katalanische „Kolotumba“, d. h. die Aufhebung der Unabhängigkeitserklärung Kataloniens durch das regionale katalanische Parlament innerhalb einer Woche. Im selben Jahr wurde der Begriff erneut von der Financial Times verwendet, um die damalige Premierministerin Großbritanniens Theresa May für ihre politische Haltung zum Brexit zu kritisieren.
Im Jahr 2019 wurde der Begriff von der portugiesischen Zeitung Público verwendet.